# Rabá
Rabá, rabb, rabán, ribbi, rabí o rebbit son títulos honoríficos muy usados entre los judíos ortodoxos para distinguir a ciertas personas, cuando no a familias enteras y a cierta clase de sabios que se hicieron memorables por sus sentencias y consejos, llevados a los libros de la ley en forma de proverbios y figuran en los Perakin de la Paráfrasis caldaica, para ser dichos o leídos los Sabatoh que hay entre Pésaj y Sebouh en la Sinagoga.
Algunos de estos rabá o rabb son citados como ejemplares en el cumplimiento de sus deberes religiosos, especialmente en la diligencia de preparar el sexto día de la semana las tres comidas del sábado. Según la tradición, los israelitas, después de pasados 40 años en el desierto del Sinaí, en Palestina, como en otras partes, no tuvieron el maná que antes les mandaba el Señor que, recogido muy de mañana, en granos semejantes a los de la escarcha, como grano de coriandro blanco y gusto de harina, más fina, mezclada con miel, según los intérpretes del libro de la Sabiduría, tenía todos los deleites del gusto y toda la dulzura de los alimentos más exquisitos, se adptaba al apetito de los que lo comían y se cambiaba en lo que a cada uno apetecía. Tuvieron pues, que trabajar la tierra y mantenerse de la labor cotidiana de hacerla producir toda clase de alimentos, cada cual con sabor distinto y preparación variada.
Así, cumpliendo con la ley santa, los judíos continuaron santificando el Sabat, para lo cual se madrugaba el viernes, haciendo diligente preparación de comidas para el día de fiesta sabatina, como se manada en el Éxodo (capítulo XVI, versículo 29): "Reflexionad que el Señor os ha encargado la observancia del sábado, y por eso el día sexto os da doblado alimento; estese cada cual en su tienda; ninguno salga fuera el día séptimo.".Éxodo 16 - Biblia Torres Amat 1825 Y fuera del desierto ya no hubo gomer (décima parte de la fanega) ni doble gomer de alimento para ningún día "y era en el día sexto y preparaban lo que traían".
Aunque en una casa hubiera criados y esclavos era costumbre que los señores y los dueños hiciesen por sí mismos preparación de la comida del sábado. Así se cita como ejemplar la familia de unos rabá pudientes, para estímulo de los demás de la casa de Israel, de quienes se dice que, llegando el sexto día: "Rabb-Haeda, hacía por su mano la ensalada, Rabá y Rabb-Joseph, partían la leña, Rabb-Cerá, encendía el fuego y Rabb-Nahaman, ayudaba a preparar la caza y ordenaba los vestidos".
Y todos estos que en otras ocupaciones no solían emplear el tiempo, son tomados como modelo de religiosidad para que sus colegas no tengan a deshonra guardar los divinos mandatos.

## Ejemplos de uso
Muestras de citas que figuran en la Paráfrasis:
- "Rabán Gamliel, dicien: hace para ti el Maestro y apártate de la duda y no muchigües para diezmar estimaciones."
- "Ribi Yehosuah, dicien: ojo malo y apetito malo y aborrición de las criaturas, sacan al hombre del mundo"